# Maren Morris
Maren Larae Morris (Arlington, 10 april 1990) is een Amerikaanse singer-songwriter en muziekproducente. Morris heeft twee studio-albums uitgebracht, Hero en Girl. Ook maakt Morris deel uit van The Highwomen, een groep die verder sinds 2019 bestaat uit Brandi Carlile, Amanda Shires en Natalie Hemby.
Ze benoemt LeAnn Rimes en Patsy Cline als haar twee favoriete artiesten.

## Levensloop
Maren Morris is geboren op 10 april 1990. Ze groeide op met haar ouders en jongere zusje in Arlington, Texas. Als kind zong ze altijd mee met de radio en deed ze graag mee aan karaoke. Op haar twaalfde kreeg ze van haar vader een gitaar, waarna ze liedjes begon te schrijven. Niet veel later begon ze met optreden in lokale kroegen.
Op haar twintigste verhuisde Morris naar Nashville, Tennessee om haar musicale carrière te beginnen. Tussen 2005 en 2011 bracht ze drie studioalbums uit. In 2015 tekende ze een contract bij de platenlabel Columbia Records. In 2016 bracht ze haar debuutalbum met de naam "Hero" uit. In 2019 bracht ze haar tweede album uit, genaamd "Girl".
In totaal is Morris elf keer voor een Grammy genomineerd en heeft in 2017 een Grammy gewonnen in de category Best Country Solo Performance met haar nummer "My church".
In 2021 verscheen Morris als achtergrondzangeres op Taylor Swift's nummer "You all over me", dat op Swift's heropgenomen album "Fearless (Taylor's Version)" staat.

## Privé
Sinds december 2015 heeft Morris een relatie met mede-country zanger Ryan Hurd. In juli 2017 kondigde het stel hun verloving aan. Op 24 maart 2018 trouwde het stel in Nashville, Tennessee.
In oktober 2019 kondigde Morris en Hurd aan dat ze in verwachting waren van hun eerste kind, een jongen. Hun zoon, Hayes Andrew Hurd, werd geboren op 23 maart, 2020.

## Discografie

### Studioalbums
- Walk on, 2005
- All that it takes, 2007
- Live wire, 2011
- Hero, 2016
- Girl, 2019

### Ep's
- Maren Morris, 2015
- Maren Morris: Reimagined, 2019
- Maren Morris: Live from Chicago, 2020

### Singles
- 2016 - My church
- 2016 - 80s Mercedes
- 2017 -  I could use a love song
- 2018 - The middle (met Zedd en Grey)
- 2018 - Rich
- 2018 - Seeing blind (met Niall Horan)
- 2019 - Girl
- 2019 - The bones (solo en met Hozier)
- 2020 - To hell & back
- 2021 - Line by line (met JP Saxe)
- 2021 - Chasing after you (met Ryan Hurd)
- 2021 - Bigger man (met Joy Oladokun)

| Single met eventuele hitnotering(en) in de Nederlandse Top 40 | Datum van verschijnen | Datum van binnenkomst | Hoogste positie | Aantal weken | Opmerkingen                                  |
| ------------------------------------------------------------- | --------------------- | --------------------- | --------------- | ------------ | -------------------------------------------- |
| The Middle                                                    | 2018                  | 17-02-2018            | 2               | 25           | met Zedd & Grey / Nr. 7 in de Single Top 100 |
| Circles around This Town                                      | 07-01-2022            | 15-01-2022            | tip28*          |              |                                              |

| Single met hitnotering(en) in de Vlaamse Ultratop 50 | Datum van verschijnen | Datum van binnenkomst | Hoogste positie | Aantal weken | Opmerkingen                    |
| ---------------------------------------------------- | --------------------- | --------------------- | --------------- | ------------ | ------------------------------ |
| My Church                                            | 2016                  | 01-04-2017            | tip             | -            |                                |
| The Middle                                           | 2018                  | 24-02-2018            | 8               | 24           | met Zedd & Grey                |
| The Bones                                            | 2019                  | 23-03-2019            | tip             | -            |                                |
| Prove You Wrong                                      | 2019                  | 29-06-2019            | tip             | -            | met Sheryl Crow & Stevie Nicks |
| Line by Line                                         | 2021                  | 06-02-2021            | tip             | -            | met JP Saxe                    |

## Tours

### Eigen tours
- The Hero Tour (2017)
- GIRL: The World Tour (2019)
- RSVP: The Tour (2021 - gecanceld vanwege de COVID-19-pandemie)

### Als voorprogramma
- Ripcord World Tour (2016) (voorprogramma van Keith Urban)
- 15 in a 30 Tour (2017) (voorprogramma van Sam Hunt)
- Flicker World Tour (2018) (voorprogramma van Niall Horan)
- Roadside Bars & Pink Guitars Tour (2019) (voorprogramma van Miranda Lambert)

- Bibliothèque nationale de France: cb17744482d (data)
- Gemeinsame Normdatei: 1108323669
- International Standard Name Identifier: 0000 0000 6116 0623
- Library of Congress Control Number: n2009027447
- MusicBrainz: 109357f0-eb37-4672-9697-dca8c83a61b5
- Nationale Bibliotheek van Tsjechië: pag2018993232
- Virtual International Authority File: 356146998379518940157
- WorldCat: E39PBJfx4G7BcvMxBjbD4GkRrq